# Hugo Triadan
Hugo Triadan (* 3. Oktober 1930 in Basel; † 11. Oktober 1987 in Hannover) war ein Schweizer Zahnarzt und Hochschullehrer an der Medizinischen Hochschule Hannover und leitete die Klinik für Zahnerhaltung, Parodontologie und Präventive Zahnheilkunde. Er entwickelte ein weltweit angewandtes Zahnschema für Tiere.

## Leben
Nach dem Studium der Zahnmedizin an der Universität Basel, der Christian-Albrechts-Universität zu Kiel und der Universität Bern promovierte Triadan 1959 zum Dr. med. dent. in Basel. Er praktizierte als Zahnarzt in Laufen im Kanton Basel-Landschaft (früher Kanton Bern). Es folgte eine Assistentenzeit in Kiel, bevor er Oberassistent in Bern wurde. 1966 habilitierte er im Fach Zahnheilkunde mit der Schrift „Über die parodontale Nebenwirkung der chronischen Hydantoinbehandlung“ in Bern. 1971 wurde er zum a. o. Professor ernannt.

## Zahnschema nach Triadan
Im Jahre 1972 entwickelte er ein Zahnschema für Tiere, das seitdem weltweit angewendet wird. Dabei hat er sich an das FDI-Zahnschema des Menschen angelehnt, das 1960 vom Berliner Hochschullehrer Joachim Viohl entwickelt worden ist.
Unter einem Quadrant versteht man eine Kieferhälfte. Damit besteht das Gebiss aus vier Quadranten. Im FDI-Schema wird die Quadranten-Ziffer der Kennziffer des Zahnes vorangestellt. Dabei werden die Quadranten aus Sicht des Patienten gegen den Uhrzeigersinn durchnummeriert, beginnend mit dem Oberkiefer rechts. Die Zähne wiederum werden jeweils von der Mitte aus nach hinten durchnummeriert. So wird der obere rechte Eckzahn mit den Kennziffern „13“ bezeichnet. Die „1“ steht für den oberen rechten Quadranten, die „3“ für den dritten Zahn von der Mitte aus gerechnet. Der untere linke erste Prämolar erhält analog die Kennziffern „34“. Die Milchzahnquadranten werden entsprechend von 5 bis 8 durchnummeriert.
Im Triadan-Zahnschema werden – zur Unterscheidung mit dem FDI-Zahnschema des Menschen – nach den Quadrantenziffern die Zahnziffern von der Mitte aus rachenwärts mit einer „0“ beginnend gezählt. Es wird auch Three-Digit System (engl.: Drei-Ziffern System) genannt. Demnach erhält der obere rechte erste Schneidezahn die Benennung „101“ (eins – null – eins), der untere linke Eckzahn (Fangzahn) die Benennung „304“ (drei – null – vier).

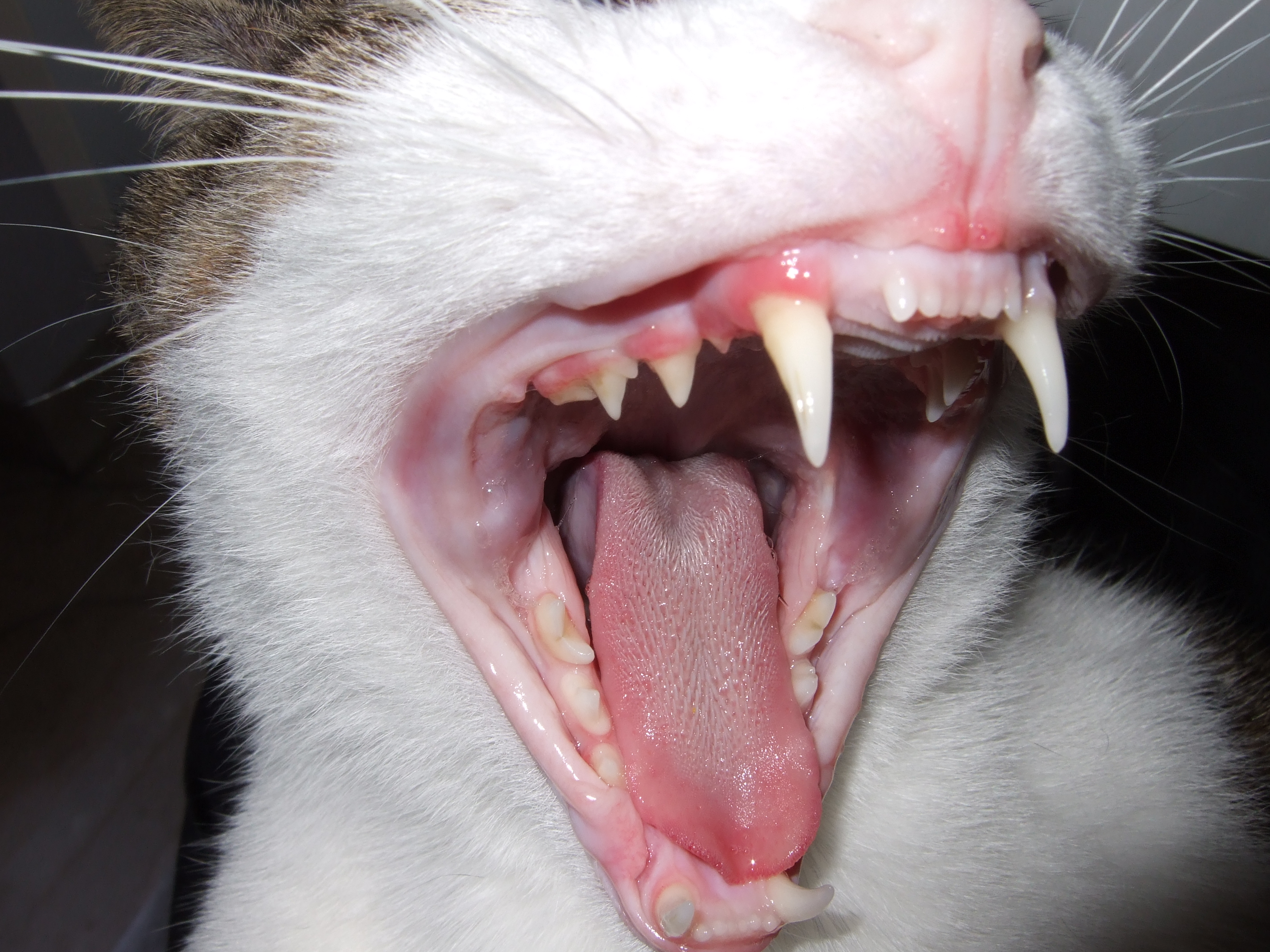
Katzengebiss,
30 bleibende Zähne,
26 Milchzähne

Beispiel
| Bleibendes Katzengebiss | Bleibendes Katzengebiss | Bleibendes Katzengebiss | Bleibendes Katzengebiss | Bleibendes Katzengebiss | Bleibendes Katzengebiss | Bleibendes Katzengebiss | Bleibendes Katzengebiss | Bleibendes Katzengebiss | Bleibendes Katzengebiss | Bleibendes Katzengebiss | Bleibendes Katzengebiss | Bleibendes Katzengebiss | Bleibendes Katzengebiss | Bleibendes Katzengebiss | Bleibendes Katzengebiss |
| oben rechts             | oben rechts             | oben rechts             | oben rechts             | oben rechts             | oben rechts             | oben rechts             | oben rechts             | oben links              | oben links              | oben links              | oben links              | oben links              | oben links              | oben links              | oben links              |
| ----------------------- | ----------------------- | ----------------------- | ----------------------- | ----------------------- | ----------------------- | ----------------------- | ----------------------- | ----------------------- | ----------------------- | ----------------------- | ----------------------- | ----------------------- | ----------------------- | ----------------------- | ----------------------- |
| 108                     | 107                     | 106                     | 105                     | 104                     | 103                     | 102                     | 101                     | 201                     | 202                     | 203                     | 204                     | 205                     | 206                     | 207                     | 208                     |
| 407                     |                         | 406                     | 405                     | 404                     | 403                     | 402                     | 401                     | 301                     | 302                     | 303                     | 304                     | 305                     | 306                     |                         | 307                     |
| unten rechts            | unten rechts            | unten rechts            | unten rechts            | unten rechts            | unten rechts            | unten rechts            | unten rechts            | unten links             | unten links             | unten links             | unten links             | unten links             | unten links             | unten links             | unten links             |
|                         |                         |                         |                         |                         |                         |                         |                         |                         |                         |                         |                         |                         |                         |                         |                         |
| Milchzahngebiss (Katze) |                         |                         |                         |                         |                         |                         |                         |                         |                         |                         |                         |                         |                         |                         |                         |
| oben rechts             | oben rechts             | oben rechts             | oben rechts             | oben rechts             | oben rechts             | oben rechts             | oben rechts             | oben links              | oben links              | oben links              | oben links              | oben links              | oben links              | oben links              | oben links              |
|                         | 507                     | 506                     | 505                     | 504                     | 503                     | 502                     | 501                     | 601                     | 602                     | 603                     | 604                     | 605                     | 606                     | 607                     |                         |
|                         |                         | 806                     | 805                     | 804                     | 803                     | 802                     | 801                     | 701                     | 702                     | 703                     | 704                     | 705                     | 706                     |                         |                         |
| unten rechts            | unten rechts            | unten rechts            | unten rechts            | unten rechts            | unten rechts            | unten rechts            | unten rechts            | unten links             | unten links             | unten links             | unten links             | unten links             | unten links             | unten links             | unten links             |

(Incisivi, Canini, Prämolaren, Molaren).
Triadan erhielt 1973 einen Ruf zum o. Professor an die Medizinische Hochschule Hannover, wo er die Leitung der Klinik für Zahnerhaltung, Parodontologie und Präventive Zahnheilkunde übernahm. Triadan hat sich auch an der Tierärztlichen Hochschule Hannover mit der vorbeugenden Zahnheilkunde bei Tieren befasst.